# 2014–2015-ös magyar férfi vízilabda-bajnokság (első osztály)
A 2014-2015-ös magyar férfi vízilabda-bajnokság (hivatalosan E.ON férfi OB I) a legrangosabb és legmagasabb szintű vízilabdaverseny Magyarországon. A pontversenyt 109. alkalommal a Magyar Vízilabda-szövetség írta ki és 14 csapat részvételével bonyolítja le.
A címvédő a ZF Eger.

## A bajnokságban szereplő csapatok
Az élvonalban szerepel a másodosztály bajnoka, az UVSE és az osztályozót megnyerve 2013-2014-es kiírásban 13. helyen végzett Szentesi VK is.
| A csapat neve (a bajnokságban használt neve) | A csapat székhelye     | 2013–14   |
| -------------------------------------------- | ---------------------- | --------- |
| Budapesti VSC (BVSC-Wáberer Hungária-Zugló)  | Budapest, Zugló        | 7.        |
| Debreceni VSE                                | Debrecen               | 6.        |
| Egri VK (ZF-Eger)                            | Eger                   | 1.        |
| Ferencváros (FTC Waterpolo)                  | Budapest, Ferencváros  | 9.        |
| Kaposvári VK                                 | Kaposvár               | 8.        |
| KSI SE                                       | Budapest, Margitsziget | 12.       |
| Orvosegyetem SC (A HÍD-OSC-Újbuda)           | Budapest, Belváros     | 11.       |
| Pécsi VSK (PVSK-Mecsek Füszért)              | Pécs                   | 10.       |
| Racionet Honvéd                              | Budapest, Kispest      | 4.        |
| Szegedi VE (Tiszavirág Szeged Diapolo)       | Szeged                 | 3.        |
| Szentesi VK (Valdor Szentes)                 | Szentes                | 13.       |
| Szolnoki VSC (Szolnoki Dózsa-KÖZGÉP)         | Szolnok                | 2.        |
| UVSE (UVSE-Hunguest Hotels)                  | Budapest               | OB I/B 1. |
| Vasas SC (VasasPLAKET)                       | Budapest, Angyalföld   | 5.        |

## Sorsolás
A sorsolásra 2014. szeptember 1-jén, 12:00 órakor került sor a Hajós Alfréd Sportuszodában. A kiemelt jelentőségű mérkőzések arányos elosztásban történő lebonyolítása érdekében a 2013–14-es élvonalbeli bajnokság 1–7. helyezett csapatai a részükre külön elkészített sorsolási tábla alapján kerültek először kisorsolásra, és az 1–7-ig jelzésű forgatási számot kapták. A további csapatokat hozzásorsolták a 8–14-ig jelzésű forgatási számokhoz, és így alakult ki az alapszakasz mérkőzésrendje.

## A bajnokság rendszere
A bajnokságot 14 csapat részvételével rendezik meg, és két fő részből áll: alapszakaszból és az egyes helyezésekről döntő rájátszásból.

### Az alapszakasz
A bajnokság alapszakasza őszi és tavaszi szezonból áll, melynek során a csapatok körmérkőzéses rendszerben, a sorsolás szerinti sorrendben és pályaválasztói joggal egymás ellen két, csapatonként összesen 26 mérkőzést játszanak. A bajnoki mérkőzések győztes csapatai három pontot kapnak, döntetlen esetén mindkét csapat egy-egy pontot kap. Vereség esetén nem jár pont.
A Magyar Vízilabda-szövetség Versenybizottsága az alábbi dátumokat jelölte ki a fordulóknak:
- 1. forduló: 2014. október 8.
- 2. forduló: 2014. október 11.
- 3. forduló: 2014. október 18.
- 4. forduló: 2014. október 25.
- 5. forduló: 2014. október 31.
- 6. forduló: 2014. november 5.
- 7. forduló: 2014. november 15.
- 8. forduló: 2014. november 22.
- 9. forduló: 2014. november 25.
- 10. forduló: 2014. december 13.
- 11. forduló: 2014. december 20.
- 12. forduló: 2015. január 10.
- 13. forduló: 2015. január 17.
- 14. forduló: 2015. január 24.
- 15. forduló: 2015. január 31.
- 16. forduló: 2015. február 4.
- 17. forduló: 2015. február 7.
- 18. forduló: 2015. február 21.
- 19. forduló: 2015. február 25.
- 20. forduló: 2015. február 28.
- 21. forduló: 2015. március 7.
- 22. forduló: 2015. március 11.
- 23. forduló: 2015. március 14.
- 24. forduló: 2015. március 21.
- 25. forduló: 2015. március 28.
- 26. forduló: 2015. április 4.

Az alapszakasz végső sorrendjét a bajnoki mérkőzéseken szerzett pontszámok összege határozza meg. Az első helyen a legtöbb, míg az utolsó, a 14. helyen a legkevesebb pontszámot szerzett egyesület végez. Pontegyenlőség esetén a bajnoki sorrendet az alábbi rendszer szerint határozzák meg:
Két csapat azonos pontszáma esetén
1. az egymás ellen játszott bajnoki mérkőzések pontkülönbsége
2. az egymás ellen játszott bajnoki mérkőzések gólkülönbsége
3. az alapszakaszbeli összes bajnoki mérkőzés gólkülönbsége
4. az alapszakaszbeli összes bajnoki mérkőzésen szerzett több gól
5. sorsolás

Három vagy több csapat azonos pontszáma esetén
1. az azonos pontszámú csapatok egymás elleni eredményéből számított „kisbajnokság” pontkülönbsége
2. azonos pontszám esetén a „kisbajnokság” gólkülönbsége
3. az alapszakaszbeli összes bajnoki mérkőzés gólkülönbsége
4. az alapszakaszbeli összes bajnoki mérkőzésen szerzett több gól
5. sorsolás

### A rájátszás
Az alapszakasz befejeztével az 1-6., 7-10. és a 11-14. helyen végzett csapatok kerülnek a Rájátszás első fordulójába.
A rájátszás mérkőzésein döntetlen eredmény nem születhet, a mérkőzéseket döntésig kell játszani. Több mérkőzésből álló párosmérkőzés esetén az első mérkőzés pályaválasztója mindig az alapszakaszban jobb helyezést elért csapat, a további mérkőzéseken a pályaválasztói jog ez előzőhöz képest felcserélődik.

## Az alapszakasz
| #   | Csapat                      | M  | GY | D | V  | G+ – G– | GK   | P  | Megjegyzések               |
| --- | --------------------------- | -- | -- | - | -- | ------- | ---- | -- | -------------------------- |
| 1.  | Szolnoki Dózsa-KÖZGÉP       | 26 | 25 | 1 | 0  | 389–161 | +228 | 76 | Rájátszás a bajnoki címért |
| 2.  | A HÍD-OSC-Újbuda            | 26 | 23 | 0 | 3  | 324–206 | +118 | 69 | Rájátszás a bajnoki címért |
| 3.  | ZF-EgerCV                   | 26 | 21 | 2 | 3  | 336–159 | +177 | 65 | Rájátszás a bajnoki címért |
| 4.  | FTC Waterpolo               | 26 | 16 | 2 | 8  | 245–239 | +6   | 50 | Rájátszás a bajnoki címért |
| 5.  | Tiszavirág Szeged Diapolo   | 26 | 16 | 1 | 9  | 281–267 | +14  | 49 | Rájátszás a bajnoki címért |
| 6.  | Racionet Honvéd             | 26 | 15 | 2 | 9  | 232–198 | +34  | 47 | Rájátszás a bajnoki címért |
| 7.  | BVSC-Wáberer Hungária-Zugló | 26 | 12 | 1 | 13 | 221–241 | −20  | 37 | Rájátszás a 7–10. helyért  |
| 8.  | VasasPLAKET                 | 26 | 10 | 1 | 15 | 231–258 | −27  | 31 | Rájátszás a 7–10. helyért  |
| 9.  | Debreceni VSE               | 26 | 8  | 1 | 17 | 200–299 | −99  | 25 | Rájátszás a 7–10. helyért  |
| 10. | Kaposvári VK                | 26 | 8  | 0 | 18 | 197–247 | −50  | 24 | Rájátszás a 7–10. helyért  |
| 11. | Valdor-Szentes              | 26 | 6  | 0 | 20 | 235–319 | −84  | 18 | Rájátszás a 11–14. helyért |
| 12. | KSI SE                      | 26 | 5  | 2 | 19 | 211–304 | −93  | 17 | Rájátszás a 11–14. helyért |
| 13. | UVSE-Hunguest HotelsÚ       | 26 | 5  | 2 | 19 | 207–299 | −92  | 17 | Rájátszás a 11–14. helyért |
| 14. | PVSK-Mecsek Füszért         | 26 | 4  | 1 | 21 | 198–310 | −112 | 13 | Rájátszás a 11–14. helyért |

Utolsó frissítés: 2015. május 23. 
Forrás: Magyar vízilabda-szövetség 
A rangsorolás alapszabályai: 1. összpontszám, 2. egymás elleni mérkőzések pontkülönbsége, 3. egymás elleni mérkőzések gólkülönbsége, 4. gólkülönbség, 5. szerzett gólok száma, 6. sorsolás.
(B): Bajnokcsapat, (K): Kieső csapat, (F): Feljutó csapat, (I): Kupainduló, (R): A rájátszás győztese, (KGY): Kupagyőztes

### Eredmények
| Hazai \ Vendég1             | BVSC | DVSE  | EGER  | KSI   | FTC   | HON   | UVSE  | KAP   | OSC   | PVSK  | SZEG  | SZEN  | SZOL  | VAS   |
| BVSC-Wáberer Hungária-Zugló |      | 13–13 | 4–11  | 11–5  | 8–7   | 5–9   | 3–5   | 12–7  | 7–9   | 8–9   | 7–8   | 10–9  | 10–20 | 11–10 |
| Debreceni VSE               | 7–8  |       | 10–20 | 12–8  | 9–14  | 4–13  | 8–7   | 6–5   | 4–16  | 6–8   | 6–14  | 9–8   | 8–18  | 7–6   |
| ZF-Eger                     | 15–5 | 16–2  |       | 17–4  | 17–8  | 10–7  | 17–5  | 19–2  | 4–5   | 16–7  | 15–6  | 19–4  | 9–10  | 12–5  |
| KSI SE                      | 8–14 | 7–9   | 3–13  |       | 5–9   | 6–5   | 10–10 | 7–10  | 10–13 | 11–6  | 9–12  | 16–7  | 5–9   | 7–11  |
| Széchenyi Bank-FTC          | 7–5  | 11–9  | 7–13  | 15–7  |       | 3–9   | 18–7  | 11–9  | 7–13  | 10–9  | 10–9  | 11–6  | 7–14  | 9–8   |
| Racionet Honvéd             | 7–8  | 13–8  | 8–10  | 14–9  | 10–10 |       | 8–6   | 6–5   | 8–9   | 13–6  | 8–10  | 9–6   | 5–14  | 12–6  |
| UVSE-Hunguest Hotels        | 9–8  | 9–10  | 7–7   | 11–15 | 11–12 | 6–11  |       | 6–5   | 5–12  | 8–7   | 12–15 | 6–10  | 9–17  | 10–11 |
| Kaposvári VK                | 7–5  | 9–7   | 3–8   | 7–8   | 6–11  | 0–5   | 14–7  |       | 8–12  | 8–5   | 13–12 | 13–12 | 7–8   | 8–14  |
| A HÍD-OSC-Újbuda            | 13–8 | 16–6  | 5–8   | 18–11 | 9–8   | 8–6   | 20–10 | 11–10 |       | 18–7  | 16–9  | 25–13 | 9–11  | 10–3  |
| PVSK-Mecsek Füszért         | 9–14 | 10–8  | 5–14  | 13–13 | 5–7   | 11–12 | 7–9   | 9–10  | 10–14 |       | 7–11  | 5–11  | 3–17  | 11–10 |
| Tiszavirág Szeged Diapolo   | 8–9  | 9–7   | 12–10 | 14–8  | 8–8   | 11–12 | 16–10 | 11–10 | 6–13  | 16–6  |       | 14–9  | 7–16  | 15–10 |
| Valdor Szentes              | 9–10 | 9–10  | 9–14  | 13–8  | 9–12  | 9–14  | 10–8  | 11–10 | 7–13  | 11–10 | 11–12 |       | 9–17  | 5–13  |
| Szolnoki Dózsa-KÖZGÉP       | 11–6 | 22–6  | 10–10 | 18–4  | 18–3  | 11–1  | 18–5  | 14–3  | 11–7  | 20–6  | 19–7  | 16–7  |       | 14–3  |
| VasasPLAKET                 | 9–12 | 10–9  | 6–12  | 13–7  | 6–10  | 7–7   | 10–9  | 10–8  | 9–10  | 15–7  | 6–9   | 15–11 | 5–16  |       |

Utolsó felvett mérkőzés dátuma: 2015. május 23. 
Forrás: Magyar Vízilabda-szövetség 
1A hazai csapatok a bal oldali oszlopban szerepelnek.
Színek: Zöld = hazai győzelem; Sárga = döntetlen; Piros = vendéggyőzelem.
 

### Mérkőzések
A fordulók eredményei a jobb oldali szövegre kattintva nyitható/csukható.
| 1. forduló                              |       |                       |
| Hivatalos mérkőzésnap: 2014. október 8. |       |                       |
| KSI SE                                  | 7–9   | Debreceni VSE         |
| FTC                                     | 7–5   | BVSC-Zugló            |
| PVSK-Füszért                            | 7–11  | Szegedi VE            |
| A HÍD-OSC-Újbuda                        | 8–6   | Racionet Honvéd       |
| Kaposvári VK                            | 3–8   | ZF-Eger               |
| Szentesi VK                             | 9–17  | Szolnoki Dózsa-KÖZGÉP |
| UVSE                                    | 10–11 | VasasPLAKET           |

| 2. forduló                               |       |                  |
| Hivatalos mérkőzésnap: 2014. október 11. |       |                  |
| FTC                                      | 11–9  | Debreceni VSE    |
| PVSK-Füszért                             | 13–13 | KSI SE           |
| BVSC-Zugló                               | 7–9   | A HÍD-OSC-Újbuda |
| Kaposvári VK                             | 13–12 | Szegedi VE       |
| Racionet Honvéd                          | 9–6   | Szentesi VK      |
| UVSE                                     | 7–7   | ZF-Eger          |
| Szolnoki Dózsa-KÖZGÉP                    | 14–3  | VasasPLAKET      |

| 3. forduló                               |       |                       |
| Hivatalos mérkőzésnap: 2014. október 18. |       |                       |
| Debreceni VSE                            | 6–8   | PVSK-Füszért          |
| FTC                                      | 7–13  | A HÍD-OSC-Újbuda      |
| KSI SE                                   | 7–10  | Kaposvári VK          |
| BVSC-Zugló                               | 10–9  | Szentesi VK           |
| Szegedi VE                               | 16–10 | UVSE                  |
| Racionet Honvéd                          | 12–6  | VasasPLAKET           |
| ZF-Eger                                  | 9–10  | Szolnoki Dózsa-KÖZGÉP |

| 4. forduló                               |       |                 |
| Hivatalos mérkőzésnap: 2014. október 25. |       |                 |
| Szolnoki Dózsa-KÖZGÉP                    | 19-7  | Szegedi VE      |
| ZF-Eger                                  | 10-7  | Racionet Honvéd |
| Kaposvári VK                             | 8-5   | PVSK-Füszért    |
| A HÍD-OSC-Újbuda                         | 16-6  | Debreceni VSE   |
| Szentesi VK                              | 9-12  | FTC             |
| VasasPLAKET                              | 9-12  | BVSC-Zugló      |
| UVSE                                     | 11-15 | KSI SE          |

| 5. forduló                               |       |                       |
| Hivatalos mérkőzésnap: 2014. október 31. |       |                       |
| Debreceni VSE                            | 8-7   | UVSE                  |
| A HÍD-OSC-Újbuda                         | 5-8   | ZF-Eger               |
| PVSK-Füszért                             | 11-12 | Racionet Honvéd       |
| Szentesi VK                              | 5-13  | VasasPLAKET           |
| Kaposvári VK                             | 7-8   | Szolnoki Dózsa-KÖZGÉP |
| FTC                                      | 10-9  | Szegedi VE            |
| KSI SE                                   | 8-14  | BVSC-Zugló            |

| 6. forduló                               |      |                  |
| Hivatalos mérkőzésnap: 2014. november 5. |      |                  |
| Szegedi VE                               | 6-13 | A HÍD-OSC-Újbuda |
| Szolnoki Dózsa-KÖZGÉP                    | 18-5 | UVSE             |
| VasasPLAKET                              | 10-9 | Debreceni VSE    |
| ZF-Eger                                  | 19-4 | Szentesi VK      |
| Racionet Honvéd                          | 6-5  | Kaposvári VK     |
| BVSC-Zugló                               | 8-9  | PVSK-Füszért     |
| KSI SE                                   | 5-9  | FTC              |

| 7. forduló                                |       |                       |
| Hivatalos mérkőzésnap: 2014. november 14. |       |                       |
| VasasPLAKET                               | 6-12  | ZF-Eger               |
| Debreceni VSE                             | 8-18  | Szolnoki Dózsa-KÖZGÉP |
| Kaposvári VK                              | 7-5   | BVSC-Zugló            |
| Szentesi VK                               | 11-12 | Szegedi VE            |
| UVSE                                      | 6-11  | Racionet Honvéd       |
| A HÍD-OSC-Újbuda                          | 18-11 | KSI SE                |
| PVSK-Füszért                              | 5-7   | FTC                   |

| 8. forduló                                |       |                       |
| Hivatalos mérkőzésnap: 2014. november 22. |       |                       |
| KSI SE                                    | 16-7  | Szentesi VK           |
| BVSC-Zugló                                | 3-5   | UVSE                  |
| FTC                                       | 11-9  | Kaposvári VK          |
| Racionet Honvéd                           | 5-14  | Szolnoki Dózsa-KÖZGÉP |
| Szegedi VE                                | 15-10 | VasasPLAKET           |
| ZF-Eger                                   | 16-2  | Debreceni VSE         |
| PVSK-Füszért                              | 10-14 | A HÍD-OSC-Újbuda      |

| 9. forduló                                |       |                       |
| Hivatalos mérkőzésnap: 2014. november 25. |       |                       |
| BVSC-Zugló                                | 4-11  | ZF-Eger               |
| Debreceni VSE                             | 6-5   | Kaposvári VK          |
| A HÍD-OSC-Újbuda                          | 25-13 | Szentesi VK           |
| PVSK-Füszért                              | 7-9   | UVSE                  |
| FTC                                       | 9-8   | VasasPLAKET           |
| Szegedi VE                                | 11-12 | Racionet Honvéd       |
| KSI SE                                    | 5-9   | Szolnoki Dózsa-KÖZGÉP |

| 10. forduló                               |      |                  |
| Hivatalos mérkőzésnap: 2014. december 13. |      |                  |
| Szolnoki Dózsa-KÖZGÉP                     | 20-6 | PVSK-Füszért     |
| Szentesi VK                               | 9-10 | Debreceni VSE    |
| VasasPLAKET                               | 9-10 | A HÍD-OSC-Újbuda |
| Racionet Honvéd                           | 14-9 | KSI SE           |
| Szegedi VE                                | 8-9  | BVSC-Zugló       |
| ZF-Eger                                   | 17-8 | FTC              |
| UVSE                                      | 6-5  | Kaposvári VK     |

| 11. forduló                               |       |                  |
| Hivatalos mérkőzésnap: 2014. december 20. |       |                  |
| VasasPLAKET                               | 13-7  | KSI SE           |
| ZF-Eger                                   | 15-6  | Szegedi VE       |
| UVSE                                      | 11-12 | FTC              |
| Szolnoki Dózsa-KÖZGÉP                     | 11-6  | BVSC-Zugló       |
| Debreceni VSE                             | 4-13  | Racionet Honvéd  |
| Szentesi VK                               | 11-10 | PVSK-Füszért     |
| Kaposvári VK                              | 8-12  | A HÍD-OSC-Újbuda |

| 12. forduló                             |       |                       |
| Hivatalos mérkőzésnap: 2015. január 10. |       |                       |
| A HÍD-OSC-Újbuda                        | 20-10 | UVSE                  |
| KSI SE                                  | 3-13  | ZF-Eger               |
| Kaposvári VK                            | 13-12 | Szentesi VK           |
| BVSC-Zugló                              | 5-9   | Racionet Honvéd       |
| Szegedi VE                              | 9-7   | Debreceni VSE         |
| PVSK-Füszért                            | 11-10 | VasasPLAKET           |
| FTC                                     | 3-18  | Szolnoki Dózsa-KÖZGÉP |

| 13. forduló                             |       |                  |
| Hivatalos mérkőzésnap: 2015. január 17. |       |                  |
| Szolnoki Dózsa-KÖZGÉP                   | 11-7  | A HÍD-OSC-Újbuda |
| Debreceni VSE                           | 7-8   | BVSC-Zugló       |
| Szegedi VE                              | 14-8  | KSI SE           |
| Racionet Honvéd                         | 10-10 | FTC              |
| VasasPLAKET                             | 10-8  | Kaposvári VK     |
| ZF-Eger                                 | 16-7  | PVSK-Füszért     |
| UVSE                                    | 6-10  | Szentesi VK      |

| 14. forduló                             |      |                  |
| Hivatalos mérkőzésnap: 2015. január 24. |      |                  |
| Debreceni VSE                           | 12-8 | KSI SE           |
| Racionet Honvéd                         | 8-9  | A HÍD-OSC-Újbuda |
| Szolnoki Dózsa-KÖZGÉP                   | 16-7 | Szentesi VK      |
| BVSC-Zugló                              | 8-7  | FTC              |
| Szegedi VE                              | 16-6 | PVSK-Füszért     |
| VasasPLAKET                             | 10-9 | UVSE             |
| ZF-Eger                                 | 19-2 | Kaposvári VK     |

| 15. forduló                             |       |                       |
| Hivatalos mérkőzésnap: 2015. január 31. |       |                       |
| KSI SE                                  | 11-6  | PVSK-Füszért          |
| Debreceni VSE                           | 9-14  | FTC                   |
| Szentesi VK                             | 9-14  | Racionet Honvéd       |
| VasasPLAKET                             | 5-16  | Szolnoki Dózsa-KÖZGÉP |
| ZF-Eger                                 | 17-5  | UVSE                  |
| Szegedi VE                              | 11-10 | Kaposvári VK          |
| A HÍD-OSC-Újbuda                        | 13-8  | BVSC-Zugló            |

| 16. forduló                             |       |                 |
| Hivatalos mérkőzésnap: 2015. február 4. |       |                 |
| Szolnoki Dózsa-KÖZGÉP                   | 10-10 | ZF-Eger         |
| A HÍD-OSC-Újbuda                        | 9-8   | FTC             |
| UVSE                                    | 12-15 | Szegedi VE      |
| Kaposvári VK                            | 7-8   | KSI SE          |
| Szentesi VK                             | 9-10  | BVSC-Zugló      |
| VasasPLAKET                             | 7-7   | Racionet Honvéd |
| PVSK-Füszért                            | 10-8  | Debreceni VSE   |

| 17. forduló                             |       |                       |
| Hivatalos mérkőzésnap: 2015. február 7. |       |                       |
| Racionet Honvéd                         | 8-10  | ZF-Eger               |
| Szegedi VE                              | 7-16  | Szolnoki Dózsa-KÖZGÉP |
| KSI SE                                  | 10-10 | UVSE                  |
| FTC                                     | 11-6  | Szentesi VK           |
| BVSC-Zugló                              | 11-10 | VasasPLAKET           |
| Debreceni VSE                           | 4-16  | A HÍD-OSC-Újbuda      |
| PVSK-Füszért                            | 9-10  | Kaposvári VK          |

| 18. forduló                              |       |                  |
| Hivatalos mérkőzésnap: 2015. február 21. |       |                  |
| Szolnoki Dózsa-KÖZGÉP                    | 14-3  | Kaposvári VK     |
| BVSC-Zugló                               | 11-5  | KSI SE           |
| VasasPLAKET                              | 15-11 | Szentesi VK      |
| Racionet Honvéd                          | 13-6  | PVSK-Füszért     |
| Szegedi VE                               | 8-8   | FTC              |
| ZF-Eger                                  | 4-5   | A HÍD-OSC-Újbuda |
| UVSE                                     | 9-10  | Debreceni VSE    |

| 19. forduló                              |      |                       |
| Hivatalos mérkőzésnap: 2015. február 25. |      |                       |
| Debreceni VSE                            | 7-6  | VasasPLAKET           |
| UVSE                                     | 9-17 | Szolnoki Dózsa-KÖZGÉP |
| A HÍD-OSC-Újbuda                         | 16-9 | Szegedi VE            |
| PVSK-Füszért                             | 9-14 | BVSC-Zugló            |
| FTC                                      | 15-7 | KSI SE                |
| Szentesi VK                              | 9-14 | ZF-Eger               |
| Kaposvári VK                             | 0-5  | Racionet Honvéd       |

| 20. forduló                              |       |                  |
| Hivatalos mérkőzésnap: 2015. február 28. |       |                  |
| ZF-Eger                                  | 12-5  | VasasPLAKET      |
| KSI SE                                   | 10-13 | A HÍD-OSC-Újbuda |
| Szolnoki Dózsa-KÖZGÉP                    | 22-6  | Debreceni VSE    |
| BVSC-Zugló                               | 12-7  | Kaposvári VK     |
| Racionet Honvéd                          | 8-6   | UVSE             |
| Szegedi VE                               | 14-9  | Szentesi VK      |
| FTC                                      | 10-9  | PVSK-Füszért     |

| 21. forduló                             |       |                 |
| Hivatalos mérkőzésnap: 2015. március 7. |       |                 |
| Debreceni VSE                           | 10-20 | ZF-Eger         |
| A HÍD-OSC-Újbuda                        | 18-7  | PVSK-Füszért    |
| Szolnoki Dózsa-KÖZGÉP                   | 11-1  | Racionet Honvéd |
| Kaposvári VK                            | 6-11  | FTC             |
| Szentesi VK                             | 13-8  | KSI SE          |
| VasasPLAKET                             | 6-9   | Szegedi VE      |
| UVSE                                    | 9-8   | BVSC-Zugló      |

| 22. forduló                              |      |                  |
| Hivatalos mérkőzésnap: 2015. március 11. |      |                  |
| UVSE                                     | 8-7  | PVSK-Füszért     |
| Szentesi VK                              | 7-13 | A HÍD-OSC-Újbuda |
| Szolnoki Dózsa-KÖZGÉP                    | 18-4 | KSI SE           |
| ZF-Eger                                  | 15-5 | BVSC-Zugló       |
| Racionet Honvéd                          | 8-10 | Szegedi VE       |
| Kaposvári VK                             | 9-7  | Debreceni VSE    |
| VasasPLAKET                              | 6-10 | FTC              |

| 23. forduló                              |      |                       |
| Hivatalos mérkőzésnap: 2015. március 14. |      |                       |
| KSI SE                                   | 6-5  | Racionet Honvéd       |
| Kaposvári VK                             | 14-7 | UVSE                  |
| BVSC-Zugló                               | 7-8  | Szegedi VE            |
| Debreceni VSE                            | 9-8  | Szentesi VK           |
| FTC                                      | 7-13 | ZF-Eger               |
| A HÍD-OSC-Újbuda                         | 10-3 | VasasPLAKET           |
| PVSK-Füszért                             | 3-17 | Szolnoki Dózsa-KÖZGÉP |

| 24. forduló                              |       |                       |
| Hivatalos mérkőzésnap: 2015. március 21. |       |                       |
| KSI SE                                   | 7-11  | VasasPLAKET           |
| BVSC-Zugló                               | 10-20 | Szolnoki Dózsa-KÖZGÉP |
| Racionet Honvéd                          | 13-8  | Debreceni VSE         |
| FTC                                      | 18-7  | UVSE                  |
| Szegedi VE                               | 12-10 | ZF-Eger               |
| PVSK-Füszért                             | 5-11  | Szentesi VK           |
| A HÍD-OSC-Újbuda                         | 11-10 | Kaposvári VK          |

| 25. forduló                              |       |                       |
| Hivatalos mérkőzésnap: 2015. március 28. |       |                       |
| UVSE                                     | 5-12  | A HÍD-OSC-Újbuda      |
| ZF-Eger                                  | 17-4  | KSI SE                |
| Debreceni VSE                            | 6-14  | Szegedi VE            |
| Racionet Honvéd                          | 7-8   | BVSC-Zugló            |
| FTC                                      | 7-14  | Szolnoki Dózsa-KÖZGÉP |
| VasasPLAKET                              | 15-7  | PVSK-Füszért          |
| Szentesi VK                              | 11-10 | Kaposvári VK          |

| 26. forduló                             |       |                       |
| Hivatalos mérkőzésnap: 2015. április 4. |       |                       |
| FTC                                     | 3-9   | Racionet Honvéd       |
| A HÍD-OSC-Újbuda                        | 9-11  | Szolnoki Dózsa-KÖZGÉP |
| KSI SE                                  | 9-12  | Szegedi VE            |
| Kaposvári VK                            | 8-14  | VasasPLAKET           |
| BVSC-Zugló                              | 13-13 | Debreceni VSE         |
| Szentesi VK                             | 10-8  | UVSE                  |
| PVSK-Füszért                            | 5-14  | ZF-Eger               |

## Rájátszás

### Út a bajnoki címig
|  | Negyeddöntők | Negyeddöntők              | Negyeddöntők | Negyeddöntők | Negyeddöntők |  |  | Elődöntők | Elődöntők             | Elődöntők | Elődöntők | Elődöntők |  |  | Döntő         | Döntő                 | Döntő         | Döntő         | Döntő |
|  |              |                           |              |              |              |  |  |           |                       |           |           |           |  |  |               |                       |               |               |       |
|  |              |                           |              |              |              |  |  | 1         | Szolnoki Dózsa-KÖZGÉP | 13        | 9         |           |  |  |               |                       |               |               |       |
|  | 4            | FTC Waterpolo             | 10           | 10           |              |  |  | 4         | FTC Waterpolo         | 8         | 7         |           |  |  |               |                       |               |               |       |
|  | 5            | Tiszavirág Szeged Diapolo | 9            | 8            |              |  |  |           |                       |           |           |           |  |  | 1             | Szolnoki Dózsa-KÖZGÉP | 13            | 12            | 13    |
|  |              |                           |              |              |              |  |  |           |                       |           |           |           |  |  | 2             | A HÍD-OSC-Újbuda      | 9             | 5             | 7     |
|  |              |                           |              |              |              |  |  | 2         | A HÍD-OSC-Újbuda      | 13        | 11        |           |  |  |               |                       |               |               |       |
|  | 3            | ZF-Eger                   | 7            | 5            | 13           |  |  | 3         | ZF-Eger               | 11        | 10        |           |  |  | Bronzmérkőzés | Bronzmérkőzés         | Bronzmérkőzés | Bronzmérkőzés |       |
|  | 6            | Racionet Honvéd           | 9            | 4            | 8            |  |  |           |                       |           |           |           |  |  | 3             | ZF-Eger               | 20            | 12            |       |
|  |              |                           |              |              |              |  |  |           |                       |           |           |           |  |  | 4             | FTC Waterpolo         | 8             | 7             |       |

### Negyeddöntők
Az 1-2. helyezett csapatok az elődöntőbe kerülnek, a 3-6, helyezett csapatok két győzelemig tartó páros mérkőzést játszanak az elődöntőbe kerülésért 3-6, 4-5 párosításban . Az első és a harmadik, mérkőzésen pályaválasztó a harmadik és a negyedik helyezett csapat. A győztes csapatok az elődöntőben az alapszakasz 1. és 2. helyezett csapatával játszanak a döntőbe kerülésért. A vesztes csapatok az 5-6. helyért játszanak.
|                              | Győz. száma |                                          |
| ---------------------------- | ----------- | ---------------------------------------- |
| FTC Waterpolo (4. helyezett) | 2 – 0       | Tiszavirág Szeged Diapolo (5. helyezett) |
| ZF-Eger (3. helyezett)       | 2 – 1       | Racionet Honvéd (6. helyezett)           |

(Zárójelben az alapszakaszbeli bajnoki helyezés olvasható.)
1. mérkőzések
| 2015. április 10. 18:30 | FTC Waterpolo         | 10-9             | Tiszavirág Szeged Diapolo | FTC Uszoda, Budapest Játékvezetők: Horváth, Marosvári |
| 2015. április 10. 18:30 | (2-2, 3-2, 2-2, 3-3,) |                  |                           | FTC Uszoda, Budapest Játékvezetők: Horváth, Marosvári |
| 2015. április 10. 18:30 | Marnitz Gergő 3       | Jegyzőkönyv      | két játékos 3             | FTC Uszoda, Budapest Játékvezetők: Horváth, Marosvári |
| 2015. április 10. 18:30 | 4/15                  | Gól / emberelőny | 5/16                      | FTC Uszoda, Budapest Játékvezetők: Horváth, Marosvári |
| 2015. április 10. 18:30 | 0/0                   | Gól / ötméteres  | 1/1                       | FTC Uszoda, Budapest Játékvezetők: Horváth, Marosvári |

| 2015. április 11. 19:00 | ZF-Eger               | 7-9              | Racionet Honvéd | Bitskey Aladár uszoda, Eger Játékvezetők: Marjay, Csizmadia |
| 2015. április 11. 19:00 | (4-1, 2-2, 0-5, 1-1,) |                  |                 | Bitskey Aladár uszoda, Eger Játékvezetők: Marjay, Csizmadia |
| 2015. április 11. 19:00 | Bedő Krisztián 2      | Jegyzőkönyv      | két játékos 3   | Bitskey Aladár uszoda, Eger Játékvezetők: Marjay, Csizmadia |
| 2015. április 11. 19:00 | 1/12                  | Gól / emberelőny | 3/6             | Bitskey Aladár uszoda, Eger Játékvezetők: Marjay, Csizmadia |
| 2015. április 11. 19:00 | 0/1                   | Gól / ötméteres  | 2/2             | Bitskey Aladár uszoda, Eger Játékvezetők: Marjay, Csizmadia |

2. mérkőzések
| 2015. április 21. 18:15 | Tiszavirág Szeged Diapolo | 8-10             | FTC Waterpolo | Szegedi Sportuszoda, Szeged Játékvezetők: Petik, Molnár |
| 2015. április 21. 18:15 | (1-3, 0-2, 3-2, 4-3,)     |                  |               | Szegedi Sportuszoda, Szeged Játékvezetők: Petik, Molnár |
| 2015. április 21. 18:15 | két játékos 2             | Jegyzőkönyv      | Ernyei Márk 2 | Szegedi Sportuszoda, Szeged Játékvezetők: Petik, Molnár |
| 2015. április 21. 18:15 | 5/17                      | Gól / emberelőny | 2/11          | Szegedi Sportuszoda, Szeged Játékvezetők: Petik, Molnár |
| 2015. április 21. 18:15 | 1/2                       | Gól / ötméteres  | 2/2           | Szegedi Sportuszoda, Szeged Játékvezetők: Petik, Molnár |

| 2015. április 22. 18:30 | Racionet Honvéd      | 4-5              | ZF-Eger          | , Budapest Játékvezetők: Horváth, Molnár |
| 2015. április 22. 18:30 | (1-1, 2-4, 0-0, 1-0) |                  |                  | , Budapest Játékvezetők: Horváth, Molnár |
| 2015. április 22. 18:30 | Fülőp Bence 2        | Jegyzőkönyv      | Erdélyi Balázs 2 | , Budapest Játékvezetők: Horváth, Molnár |
| 2015. április 22. 18:30 | 2/11                 | Gól / emberelőny | 0/9              | , Budapest Játékvezetők: Horváth, Molnár |
| 2015. április 22. 18:30 | 0/0                  | Gól / ötméteres  | 0/0              | , Budapest Játékvezetők: Horváth, Molnár |

3. mérkőzések
| 2015. április 25. 15:30 | ZF-Eger               | 13-8             | Racionet Honvéd | Bitskey Aladár uszoda, Eger Játékvezetők: Molnár, Németh |
| 2015. április 25. 15:30 | (4-1, 3-0, 2-2, 4-5)  |                  |                 | Bitskey Aladár uszoda, Eger Játékvezetők: Molnár, Németh |
| 2015. április 25. 15:30 | Hosnyánszky Norbert 4 | Jegyzőkönyv      | Fazekas Tibor 4 | Bitskey Aladár uszoda, Eger Játékvezetők: Molnár, Németh |
| 2015. április 25. 15:30 | 4/12                  | Gól / emberelőny | 1/11            | Bitskey Aladár uszoda, Eger Játékvezetők: Molnár, Németh |
| 2015. április 25. 15:30 | 2/2                   | Gól / ötméteres  | 0/1             | Bitskey Aladár uszoda, Eger Játékvezetők: Molnár, Németh |

### 7-10. helyért
A 7-10. helyezettek 7-10. és 8-9 párosításban az egyik fél két győzelméig tartó páros mérkőzéseket játszik a helyosztókba kerülésért. Az első és a harmadik mérkőzés pályaválasztója az alapszakaszban előrébb végzett csapat. A páros mérkőzések győztesei játszanak a 7-8., a vesztesei a 9-10. helyért két győzelemig tartó páros mérkőzést.
|                                            | Győz. száma |                              |
| ------------------------------------------ | ----------- | ---------------------------- |
| BVSC-Wáberer Hungária-Zugló (7. helyezett) | 0 – 2       | Kaposvári VK (10. helyezett) |
| VasasPLAKET (8. helyezett)                 | 2 – 0       | Debreceni VSE (9. helyezett) |

(Zárójelben az alapszakaszbeli bajnoki helyezés olvasható.)
1. mérkőzések
| 2015. április 11. 17:00 | BVSC-Wáberer Hungária-Zugló | 10-12            | Kaposvári VK          | Szőnyi úti uszoda , Budapest Játékvezetők: Kun, Homonnai |
| 2015. április 11. 17:00 | (2-2, 3-1, 2-3, 1-2,)       |                  |                       | Szőnyi úti uszoda , Budapest Játékvezetők: Kun, Homonnai |
| 2015. április 11. 17:00 | Szabó Bendegúz 3            | Jegyzőkönyv      | Mihailo Parezanovic 4 | Szőnyi úti uszoda , Budapest Játékvezetők: Kun, Homonnai |
| 2015. április 11. 17:00 | Büntetőpárbaj:              |                  |                       | Szőnyi úti uszoda , Budapest Játékvezetők: Kun, Homonnai |
| 2015. április 11. 17:00 | 2 – 4                       |                  |                       | Szőnyi úti uszoda , Budapest Játékvezetők: Kun, Homonnai |
| 2015. április 11. 17:00 | 2/8                         | Gól / emberelőny | 3/9                   | Szőnyi úti uszoda , Budapest Játékvezetők: Kun, Homonnai |
| 2015. április 11. 17:00 | 1/1                         | Gól / ötméteres  | 0/0                   | Szőnyi úti uszoda , Budapest Játékvezetők: Kun, Homonnai |

| 2015. április 11. 19:45 | VasasPLAKET           | 12-10            | Debreceni VSE    | Komjádi Béla Sportuszoda, Budapest Játékvezetők: Székely, Molnár |
| 2015. április 11. 19:45 | (3-3, 3-3, 4-2, 2-2,) |                  |                  | Komjádi Béla Sportuszoda, Budapest Játékvezetők: Székely, Molnár |
| 2015. április 11. 19:45 | Gyárfás Tamás 4       | Jegyzőkönyv      | Martin Kolarik 4 | Komjádi Béla Sportuszoda, Budapest Játékvezetők: Székely, Molnár |
| 2015. április 11. 19:45 | 5/10                  | Gól / emberelőny | 1/10             | Komjádi Béla Sportuszoda, Budapest Játékvezetők: Székely, Molnár |
| 2015. április 11. 19:45 | 2/2                   | Gól / ötméteres  | 0/0              | Komjádi Béla Sportuszoda, Budapest Játékvezetők: Székely, Molnár |

2. mérkőzések
| 2015. április 22. 19:30 | Kaposvári VK          | 13-12            | BVSC-Wáberer Hungária-Zugló | Kaposvári Városi Fürdő, Kaposvár Játékvezetők: Mucskai, Vogel |
| 2015. április 22. 19:30 | (2-2, 2-3, 2-4, 3-0,) |                  |                             | Kaposvári Városi Fürdő, Kaposvár Játékvezetők: Mucskai, Vogel |
| 2015. április 22. 19:30 | Berta József 3        | Jegyzőkönyv      | Török Béla 3                | Kaposvári Városi Fürdő, Kaposvár Játékvezetők: Mucskai, Vogel |
| 2015. április 22. 19:30 | Büntetőpárbaj:        |                  |                             | Kaposvári Városi Fürdő, Kaposvár Játékvezetők: Mucskai, Vogel |
| 2015. április 22. 19:30 | 4 – 3                 |                  |                             | Kaposvári Városi Fürdő, Kaposvár Játékvezetők: Mucskai, Vogel |
| 2015. április 22. 19:30 | 3/12                  | Gól / emberelőny | 1/11                        | Kaposvári Városi Fürdő, Kaposvár Játékvezetők: Mucskai, Vogel |
| 2015. április 22. 19:30 | 3/3                   | Gól / ötméteres  | 1/1                         | Kaposvári Városi Fürdő, Kaposvár Játékvezetők: Mucskai, Vogel |

| 2015. április 22. 18:00 | Debreceni VSE        | 10-12            | VasasPLAKET       | Debreceni uszoda, Debrecen Játékvezetők: Marnitz, Csanádi |
| 2015. április 22. 18:00 | (4-3, 0-2, 3-5, 3-2) |                  |                   | Debreceni uszoda, Debrecen Játékvezetők: Marnitz, Csanádi |
| 2015. április 22. 18:00 | öt játékos 2         | Jegyzőkönyv      | Sedlmayer Tamás 4 | Debreceni uszoda, Debrecen Játékvezetők: Marnitz, Csanádi |
| 2015. április 22. 18:00 | 3/15                 | Gól / emberelőny | 6/12              | Debreceni uszoda, Debrecen Játékvezetők: Marnitz, Csanádi |
| 2015. április 22. 18:00 | 1/1                  | Gól / ötméteres  | 1/1               | Debreceni uszoda, Debrecen Játékvezetők: Marnitz, Csanádi |

### 11-14. helyért
A 11-14. helyezettek 11-14. és 12-13 párosításban az egyik fél két győzelméig tartó páros mérkőzéseket játszik a helyosztókba kerülésért. Az első és a harmadik mérkőzés pályaválasztója az alapszakaszban előrébb végzett csapat. A páros mérkőzések győztesei játszanak a 11-12., a vesztesei a 13-14. helyért két győzelemig tartó páros mérkőzést.
|                                | Győz. száma |                                      |
| ------------------------------ | ----------- | ------------------------------------ |
| Valdor-Szentes (11. helyezett) | 2 – 0       | PVSK-Mecsek Füszért (14. helyezett)  |
| KSI SE (12. helyezett)         | 1 – 2       | UVSE-Hunguest Hotels (13. helyezett) |

(Zárójelben az alapszakaszbeli bajnoki helyezés olvasható.)
1. mérkőzések
| 2015. április 11. 18:00 | Valdor-Szentes        | 12-7             | PVSK-Mecsek Füszért | Szentesi Uszoda , Szentes Játékvezetők: Fodor, Molnár |
| 2015. április 11. 18:00 | (2-1, 1-1, 5-2, 4-3,) |                  |                     | Szentesi Uszoda , Szentes Játékvezetők: Fodor, Molnár |
| 2015. április 11. 18:00 | Vörös Viktor 3        | Jegyzőkönyv      | két játékos 2       | Szentesi Uszoda , Szentes Játékvezetők: Fodor, Molnár |
| 2015. április 11. 18:00 | 7/12                  | Gól / emberelőny | 0/12                | Szentesi Uszoda , Szentes Játékvezetők: Fodor, Molnár |
| 2015. április 11. 18:00 | 1/2                   | Gól / ötméteres  | 0/0                 | Szentesi Uszoda , Szentes Játékvezetők: Fodor, Molnár |

| 2015. április 11. 11:00 | KSI SE                | 14-13            | UVSE-Hunguest Hotels    | Széchy Tamás uszoda , Budapest Játékvezetők: Vogel, Petik |
| 2015. április 11. 11:00 | (3-4, 2-0, 3-2, 1-3,) |                  |                         | Széchy Tamás uszoda , Budapest Játékvezetők: Vogel, Petik |
| 2015. április 11. 11:00 | Marnitz Márk 4        | Jegyzőkönyv      | Kovács Csatlós Róbert 3 | Széchy Tamás uszoda , Budapest Játékvezetők: Vogel, Petik |
| 2015. április 11. 11:00 | Büntetőpárbaj:        |                  |                         | Széchy Tamás uszoda , Budapest Játékvezetők: Vogel, Petik |
| 2015. április 11. 11:00 | 5 – 4                 |                  |                         | Széchy Tamás uszoda , Budapest Játékvezetők: Vogel, Petik |
| 2015. április 11. 11:00 | 2/13                  | Gól / emberelőny | 5/17                    | Széchy Tamás uszoda , Budapest Játékvezetők: Vogel, Petik |
| 2015. április 11. 11:00 | 1/1                   | Gól / ötméteres  | 0/0                     | Széchy Tamás uszoda , Budapest Játékvezetők: Vogel, Petik |

2. mérkőzések
| 2015. április 22. 19:00 | PVSK-Mecsek Füszért   | 8-11             | Valdor-Szentes        | Abay Nemes Oszkár Sportuszoda, Pécs Játékvezetők: Kovács, Németh |
| 2015. április 22. 19:00 | (3-4, 3-2, 1-3, 1-2,) |                  |                       | Abay Nemes Oszkár Sportuszoda, Pécs Játékvezetők: Kovács, Németh |
| 2015. április 22. 19:00 | Polovic Krisztián 4   | Jegyzőkönyv      | Weszelovszky László 3 | Abay Nemes Oszkár Sportuszoda, Pécs Játékvezetők: Kovács, Németh |
| 2015. április 22. 19:00 | 3/10                  | Gól / emberelőny | 3/10                  | Abay Nemes Oszkár Sportuszoda, Pécs Játékvezetők: Kovács, Németh |
| 2015. április 22. 19:00 | 0/0                   | Gól / ötméteres  | 2/2                   | Abay Nemes Oszkár Sportuszoda, Pécs Játékvezetők: Kovács, Németh |

| 2015. április 21. 19:00 | UVSE-Hunguest Hotels | 11-9             | KSI SE         | Hajós Alfréd Sportuszoda, Budapest Játékvezetők: Kun, Rubos |
| 2015. április 21. 19:00 | (3-2, 4-4, 2-1, 2-2) |                  |                | Hajós Alfréd Sportuszoda, Budapest Játékvezetők: Kun, Rubos |
| 2015. április 21. 19:00 | Dávid Zoltán Péter 4 | Jegyzőkönyv      | Kovács Gergő 3 | Hajós Alfréd Sportuszoda, Budapest Játékvezetők: Kun, Rubos |
| 2015. április 21. 19:00 | 1/11                 | Gól / emberelőny | 4/14           | Hajós Alfréd Sportuszoda, Budapest Játékvezetők: Kun, Rubos |
| 2015. április 21. 19:00 | 1/1                  | Gól / ötméteres  | 3/3            | Hajós Alfréd Sportuszoda, Budapest Játékvezetők: Kun, Rubos |

3. mérkőzések
| 2015. május 1. 18:00 | KSI SE               | 4-14             | UVSE-Hunguest Hotels | Széchy Tamás uszoda, Budapest Játékvezetők: Molnár, Csanádi |
| 2015. május 1. 18:00 | (3-5, 0-3, 0-4, 1-2) |                  |                      | Széchy Tamás uszoda, Budapest Játékvezetők: Molnár, Csanádi |
| 2015. május 1. 18:00 | négy játékos 1       | Jegyzőkönyv      | két játékos 3        | Széchy Tamás uszoda, Budapest Játékvezetők: Molnár, Csanádi |
| 2015. május 1. 18:00 | 1/12                 | Gól / emberelőny | 2/9                  | Széchy Tamás uszoda, Budapest Játékvezetők: Molnár, Csanádi |
| 2015. május 1. 18:00 | 0/0                  | Gól / ötméteres  | 2/2                  | Széchy Tamás uszoda, Budapest Játékvezetők: Molnár, Csanádi |

### Elődöntők
Az alapszakasz befejeztével az 1-2. helyezett csapatok az elődöntőbe kerülnek. Hozzájuk a negyeddöntők győztes csapatai csatlakoznak. Két győzelemig tartó páros mérkőzést játszanak a döntőbe kerülésért. Az elődöntő mérkőzéseinek győztesei mérkőznek a bajnoki címért, a vesztesek a 3-4. helyért játszanak két győzelemig tartó páros mérkőzést.
|                                      | Győz. száma |                              |
| ------------------------------------ | ----------- | ---------------------------- |
| Szolnoki Dózsa-KÖZGÉP (1. helyezett) | 2 – 0       | FTC Waterpolo (4. helyezett) |
| A HÍD-OSC-Újbuda (2. helyezett)      | 2 – 0       | ZF-Eger (3. helyezett)       |

(Zárójelben az alapszakaszbeli bajnoki helyezés olvasható.)
1. mérkőzések
| 2015. április 29. 18:30 | Szolnoki Dózsa-KÖZGÉP | 13-8             | FTC Waterpolo  | Tiszaligeti uszoda, Szolnok Játékvezetők: Molnár, Kun |
| 2015. április 29. 18:30 | (3-1, 5-3, 2-3, 3-1,) |                  |                | Tiszaligeti uszoda, Szolnok Játékvezetők: Molnár, Kun |
| 2015. április 29. 18:30 | három játékos 3       | Jegyzőkönyv      | Nyéki Balázs 3 | Tiszaligeti uszoda, Szolnok Játékvezetők: Molnár, Kun |
| 2015. április 29. 18:30 | 2/9                   | Gól / emberelőny | 4/9            | Tiszaligeti uszoda, Szolnok Játékvezetők: Molnár, Kun |
| 2015. április 29. 18:30 | 1/1                   | Gól / ötméteres  | 1/1            | Tiszaligeti uszoda, Szolnok Játékvezetők: Molnár, Kun |

| 2015. április 29. 19:00 | A HÍD-OSC-Újbuda      | 13-11            | ZF-Eger          | Nyéki Imre Uszoda , Budapest Játékvezetők: Horváth, Petik |
| 2015. április 29. 19:00 | (2-3, 6-6, 3-2, 2-0,) |                  |                  | Nyéki Imre Uszoda , Budapest Játékvezetők: Horváth, Petik |
| 2015. április 29. 19:00 | Gór Nagy Miklós 3     | Jegyzőkönyv      | Erdélyi Balázs 3 | Nyéki Imre Uszoda , Budapest Játékvezetők: Horváth, Petik |
| 2015. április 29. 19:00 | 6/15                  | Gól / emberelőny | 7/19             | Nyéki Imre Uszoda , Budapest Játékvezetők: Horváth, Petik |
| 2015. április 29. 19:00 | 0/0                   | Gól / ötméteres  | 0/1              | Nyéki Imre Uszoda , Budapest Játékvezetők: Horváth, Petik |

2. mérkőzések
| 2015. május 6. 19:00 | FTC Waterpolo         | 7-9              | Szolnoki Dózsa-KÖZGÉP | FTC Uszoda, Budapest Játékvezetők: Marosvári, Székely |
| 2015. május 6. 19:00 | (2-2, 1-1, 0-4, 4-2,) |                  |                       | FTC Uszoda, Budapest Játékvezetők: Marosvári, Székely |
| 2015. május 6. 19:00 | Kolozsi Marcell 2     | Jegyzőkönyv      | Varga Dénes 3         | FTC Uszoda, Budapest Játékvezetők: Marosvári, Székely |
| 2015. május 6. 19:00 | 0/6                   | Gól / emberelőny | 3/9                   | FTC Uszoda, Budapest Játékvezetők: Marosvári, Székely |
| 2015. május 6. 19:00 | 0/0                   | Gól / ötméteres  | 0/1                   | FTC Uszoda, Budapest Játékvezetők: Marosvári, Székely |

| 2015. május 6. 18:15 | ZF-Eger              | 10-11            | A HÍD-OSC-Újbuda | Bitskey Aladár uszoda, Eger Játékvezetők: Kun, Molnár |
| 2015. május 6. 18:15 | (3-4, 2-2, 2-4, 3-1) |                  |                  | Bitskey Aladár uszoda, Eger Játékvezetők: Kun, Molnár |
| 2015. május 6. 18:15 | Erdélyi Balázs 4     | Jegyzőkönyv      | Salamon Ferenc 3 | Bitskey Aladár uszoda, Eger Játékvezetők: Kun, Molnár |
| 2015. május 6. 18:15 | 6/16                 | Gól / emberelőny | 3/9              | Bitskey Aladár uszoda, Eger Játékvezetők: Kun, Molnár |
| 2015. május 6. 18:15 | 2/2                  | Gól / ötméteres  | 0/0              | Bitskey Aladár uszoda, Eger Játékvezetők: Kun, Molnár |

## Helyosztók
A párharcok az egyik fél második győzelméig tartanak.(A döntő az egyik fél harmadik győzelméig tart)

### 13-14. helyért
|                        | Győz. száma |                                     |
| ---------------------- | ----------- | ----------------------------------- |
| KSI SE (12. helyezett) | 2 – 0       | PVSK-Mecsek Füszért (14. helyezett) |

(Zárójelben az alapszakaszbeli bajnoki helyezés olvasható.)
| 2015. május 3. 11:00 | KSI SE               | 15-11            | PVSK-Mecsek Füszért | Széchy Tamás Uszoda, Budapest Játékvezetők: Székely, Fodor |
| 2015. május 3. 11:00 | (4-4, 2-2, 4-2, 5-3) |                  |                     | Széchy Tamás Uszoda, Budapest Játékvezetők: Székely, Fodor |
| 2015. május 3. 11:00 | Marnitz Márk 7       | Jegyzőkönyv      | két játékos 3       | Széchy Tamás Uszoda, Budapest Játékvezetők: Székely, Fodor |
| 2015. május 3. 11:00 | 4/8                  | Gól / emberelőny | 3/6                 | Széchy Tamás Uszoda, Budapest Játékvezetők: Székely, Fodor |
| 2015. május 3. 11:00 | 2/3                  | Gól / ötméteres  | 3/4                 | Széchy Tamás Uszoda, Budapest Játékvezetők: Székely, Fodor |

| 2015. május 6. 19:00 | PVSK-Mecsek Füszért  | 8-9              | KSI SE          | Abay Nemes Oszkár Sportuszoda, Pécs Játékvezetők: Vogel, Mucskai |
| 2015. május 6. 19:00 | (1-4, 3-2, 3-1, 1-2) |                  |                 | Abay Nemes Oszkár Sportuszoda, Pécs Játékvezetők: Vogel, Mucskai |
| 2015. május 6. 19:00 | három játékos 2      | Jegyzőkönyv      | három játékos 3 | Abay Nemes Oszkár Sportuszoda, Pécs Játékvezetők: Vogel, Mucskai |
| 2015. május 6. 19:00 | 5/16                 | Gól / emberelőny | 3/13            | Abay Nemes Oszkár Sportuszoda, Pécs Játékvezetők: Vogel, Mucskai |
| 2015. május 6. 19:00 | 0/0                  | Gól / ötméteres  | 0/0             | Abay Nemes Oszkár Sportuszoda, Pécs Játékvezetők: Vogel, Mucskai |

A helyosztót 2–0-s arányban a KSI SE nyerte, így a 13. helyen, míg a vesztes PVSK-Mecsek Füszért a 14. helyen a bajnokság utolsó helyén zárt.

### 11-12. helyért
|                                | Győz. száma |                                      |
| ------------------------------ | ----------- | ------------------------------------ |
| Valdor-Szentes (11. helyezett) | 2 – 0       | UVSE-Hunguest Hotels (13. helyezett) |

(Zárójelben az alapszakaszbeli bajnoki helyezés olvasható.)
| 2015. május 3. 16:00 | Valdor-Szentes       | 11-6             | UVSE-Hunguest Hotels | Szentesi Uszoda, Szentes Játékvezetők: Molnár, Németh |
| 2015. május 3. 16:00 | (3-1, 3-3, 3-1, 2-1) |                  |                      | Szentesi Uszoda, Szentes Játékvezetők: Molnár, Németh |
| 2015. május 3. 16:00 | két játékos 3        | Jegyzőkönyv      | Tóth Zoltán 3        | Szentesi Uszoda, Szentes Játékvezetők: Molnár, Németh |
| 2015. május 3. 16:00 | 3/6                  | Gól / emberelőny | 1/8                  | Szentesi Uszoda, Szentes Játékvezetők: Molnár, Németh |
| 2015. május 3. 16:00 | 2/2                  | Gól / ötméteres  | 0/0                  | Szentesi Uszoda, Szentes Játékvezetők: Molnár, Németh |

| 2015. május 6. 19:00 | UVSE-Hunguest Hotels    | 8-15             | Valdor-Szentes        | Hajós Alfréd Sportuszoda , Budapest Játékvezetők: Csanádi, Lehmann |
| 2015. május 6. 19:00 | (2-4, 1-3, 1-4, 4-4)    |                  |                       | Hajós Alfréd Sportuszoda , Budapest Játékvezetők: Csanádi, Lehmann |
| 2015. május 6. 19:00 | Kovács Csatlós Róbert 3 | Jegyzőkönyv      | Weszelovszky László 6 | Hajós Alfréd Sportuszoda , Budapest Játékvezetők: Csanádi, Lehmann |
| 2015. május 6. 19:00 | 3/10                    | Gól / emberelőny | 3/5                   | Hajós Alfréd Sportuszoda , Budapest Játékvezetők: Csanádi, Lehmann |
| 2015. május 6. 19:00 | 0/1                     | Gól / ötméteres  | 3/3                   | Hajós Alfréd Sportuszoda , Budapest Játékvezetők: Csanádi, Lehmann |

A helyosztót 2–0-s arányban a Valdor-Szentes nyerte, így a 11. helyen, míg a vesztes UVSE-Hunguest Hotels a 12. helyen végzett.

### 9-10. helyért
|                                            | Győz. száma |                              |
| ------------------------------------------ | ----------- | ---------------------------- |
| BVSC-Wáberer Hungária-Zugló (7. helyezett) | 2 – 0       | Debreceni VSE (9. helyezett) |

(Zárójelben az alapszakaszbeli bajnoki helyezés olvasható.)
| 2015. április 29. 19:00 | BVSC-Wáberer Hungária-Zugló | 12-9             | Debreceni VSE | Szőnyi úti uszoda, Budapest Játékvezetők: Fodor, Marosvári |
| 2015. április 29. 19:00 | (2-3, 2-2, 4-0, 4-4)        |                  |               | Szőnyi úti uszoda, Budapest Játékvezetők: Fodor, Marosvári |
| 2015. április 29. 19:00 | Török Béla 4                | Jegyzőkönyv      | Kállay Márk 4 | Szőnyi úti uszoda, Budapest Játékvezetők: Fodor, Marosvári |
| 2015. április 29. 19:00 | 2/7                         | Gól / emberelőny | 3/7           | Szőnyi úti uszoda, Budapest Játékvezetők: Fodor, Marosvári |
| 2015. április 29. 19:00 | 2/2                         | Gól / ötméteres  | 0/0           | Szőnyi úti uszoda, Budapest Játékvezetők: Fodor, Marosvári |

| 2015. május 6. 18:00 | Debreceni VSE        | 7-10             | BVSC-Wáberer Hungária-Zugló | Debreceni uszoda, Debrecen Játékvezetők: Németh, Kovács |
| 2015. május 6. 18:00 | (1-4, 1-1, 0-3, 5-2) |                  |                             | Debreceni uszoda, Debrecen Játékvezetők: Németh, Kovács |
| 2015. május 6. 18:00 | két játékos 2        | Jegyzőkönyv      | Pásztor Mátyás 3            | Debreceni uszoda, Debrecen Játékvezetők: Németh, Kovács |
| 2015. május 6. 18:00 | 1/8                  | Gól / emberelőny | 3/7                         | Debreceni uszoda, Debrecen Játékvezetők: Németh, Kovács |
| 2015. május 6. 18:00 | 0/0                  | Gól / ötméteres  | 1/2                         | Debreceni uszoda, Debrecen Játékvezetők: Németh, Kovács |

A helyosztót 2–0-s arányban a BVSC-Wáberer Hungária-Zugló nyerte, így a 9. helyen, míg a vesztes Debreceni VSE a 10. helyen végzett.

### 7-8. helyért
|                            | Győz. száma |                              |
| -------------------------- | ----------- | ---------------------------- |
| VasasPLAKET (8. helyezett) | 0 – 2       | Kaposvári VK (10. helyezett) |

(Zárójelben az alapszakaszbeli bajnoki helyezés olvasható.)
| 2015. április 29. 19:30 | VasasPLAKET          | 9-10             | Kaposvári VK   | Komjádi Béla Sportuszoda, Budapest Játékvezetők: Csanádi, Székely |
| 2015. április 29. 19:30 | (2-2, 2-2, 1-1, 2-2) |                  |                | Komjádi Béla Sportuszoda, Budapest Játékvezetők: Csanádi, Székely |
| 2015. április 29. 19:30 | két játékos 3        | Jegyzőkönyv      | négy játékos 2 | Komjádi Béla Sportuszoda, Budapest Játékvezetők: Csanádi, Székely |
| 2015. április 29. 19:30 | Büntetőpárbaj:       |                  |                | Komjádi Béla Sportuszoda, Budapest Játékvezetők: Csanádi, Székely |
| 2015. április 29. 19:30 | 2 – 3                |                  |                | Komjádi Béla Sportuszoda, Budapest Játékvezetők: Csanádi, Székely |
| 2015. április 29. 19:30 | 2/7                  | Gól / emberelőny | 3/11           | Komjádi Béla Sportuszoda, Budapest Játékvezetők: Csanádi, Székely |
| 2015. április 29. 19:30 | 0/0                  | Gól / ötméteres  | 0/0            | Komjádi Béla Sportuszoda, Budapest Játékvezetők: Csanádi, Székely |

| 2015. május 6. 19:30 | Kaposvári VK         | 15-14            | VasasPLAKET   | Kaposvári Városi Fürdő, Kaposvár Játékvezetők: Marnitz, Csizmadia |
| 2015. május 6. 19:30 | (5-1, 0-1, 1-6, 3-1) |                  |               | Kaposvári Városi Fürdő, Kaposvár Játékvezetők: Marnitz, Csizmadia |
| 2015. május 6. 19:30 | Surányi László 4     | Jegyzőkönyv      | két játékos 3 | Kaposvári Városi Fürdő, Kaposvár Játékvezetők: Marnitz, Csizmadia |
| 2015. május 6. 19:30 | Büntetőpárbaj:       |                  |               | Kaposvári Városi Fürdő, Kaposvár Játékvezetők: Marnitz, Csizmadia |
| 2015. május 6. 19:30 | 6 – 5                |                  |               | Kaposvári Városi Fürdő, Kaposvár Játékvezetők: Marnitz, Csizmadia |
| 2015. május 6. 19:30 | 3/15                 | Gól / emberelőny | 1/8           | Kaposvári Városi Fürdő, Kaposvár Játékvezetők: Marnitz, Csizmadia |
| 2015. május 6. 19:30 | 1/1                  | Gól / ötméteres  | 2/2           | Kaposvári Városi Fürdő, Kaposvár Játékvezetők: Marnitz, Csizmadia |

A helyosztót 2–0-s arányban a Kaposvári VK nyerte, így a 7. helyen, míg a vesztes VasasPLAKET a 8. helyen végzett.

### 5-6. helyért
|                                          | Győz. száma |                                |
| ---------------------------------------- | ----------- | ------------------------------ |
| Tiszavirág Szeged Diapolo (5. helyezett) | 2 – 0       | Racionet Honvéd (6. helyezett) |

(Zárójelben az alapszakaszbeli bajnoki helyezés olvasható.)
| 2015. május 2. 17:00 | Tiszavirág Szeged Diapolo | 9-8              | Racionet Honvéd | Szegedi Sportuszoda, Szeged Játékvezetők: Vojvoda, Vogel |
| 2015. május 2. 17:00 | (3-2, 2-3, 2-2, 2-1)      |                  |                 | Szegedi Sportuszoda, Szeged Játékvezetők: Vojvoda, Vogel |
| 2015. május 2. 17:00 | három játékos 2           | Jegyzőkönyv      | Fülöp Bence 3   | Szegedi Sportuszoda, Szeged Játékvezetők: Vojvoda, Vogel |
| 2015. május 2. 17:00 | 6/20                      | Gól / emberelőny | 6/18            | Szegedi Sportuszoda, Szeged Játékvezetők: Vojvoda, Vogel |
| 2015. május 2. 17:00 | 0/1                       | Gól / ötméteres  | 0/0             | Szegedi Sportuszoda, Szeged Játékvezetők: Vojvoda, Vogel |

| 2015. május 6. 17:00 | Racionet Honvéd      | 9-11             | Tiszavirág Szeged Diapolo | Kőér utcai uszoda, Budapest Játékvezetők: Horváth, Marjay |
| 2015. május 6. 17:00 | (2-4, 1-2, 1-2, 5-3) |                  |                           | Kőér utcai uszoda, Budapest Játékvezetők: Horváth, Marjay |
| 2015. május 6. 17:00 | három játékos 2      | Jegyzőkönyv      | két játékos 4             | Kőér utcai uszoda, Budapest Játékvezetők: Horváth, Marjay |
| 2015. május 6. 17:00 | 0/9                  | Gól / emberelőny | 1/9                       | Kőér utcai uszoda, Budapest Játékvezetők: Horváth, Marjay |
| 2015. május 6. 17:00 | 3/4                  | Gól / ötméteres  | 2/2                       | Kőér utcai uszoda, Budapest Játékvezetők: Horváth, Marjay |

A helyosztót 2–0-s arányban a Tiszavirág Szeged Diapolo nyerte, így az 5. helyen, míg a vesztes Racionet Honvéd a 6. helyen végzett.

### 3-4. helyért
|                        | Győz. száma |                              |
| ---------------------- | ----------- | ---------------------------- |
| ZF-Eger (3. helyezett) | 2 – 0       | FTC Waterpolo (4. helyezett) |

(Zárójelben az alapszakaszbeli bajnoki helyezés olvasható.)
| 2015. május 12. 19:00 | ZF-Eger              | 20-8             | FTC Waterpolo | Bitskey Aladár uszoda, Eger Játékvezetők: Kun, Csanádi |
| 2015. május 12. 19:00 | (5-1, 6-3, 3-2, 6-2) |                  |               | Bitskey Aladár uszoda, Eger Játékvezetők: Kun, Csanádi |
| 2015. május 12. 19:00 | Cuk Milos 5          | Jegyzőkönyv      | Swift Joel 3  | Bitskey Aladár uszoda, Eger Játékvezetők: Kun, Csanádi |
| 2015. május 12. 19:00 | 7/9                  | Gól / emberelőny | 1/5           | Bitskey Aladár uszoda, Eger Játékvezetők: Kun, Csanádi |
| 2015. május 12. 19:00 | 2/2                  | Gól / ötméteres  | 0/1           | Bitskey Aladár uszoda, Eger Játékvezetők: Kun, Csanádi |

| 2015. május 15. 17:45 | FTC Waterpolo        | 7-12             | ZF-Eger       | FTC Uszoda - Népliget, Budapest Játékvezetők: Petik, Fodor |
| 2015. május 15. 17:45 | (2-2, 1-5, 3-3, 1-2) |                  |               | FTC Uszoda - Népliget, Budapest Játékvezetők: Petik, Fodor |
| 2015. május 15. 17:45 | két játékos 2        | Jegyzőkönyv      | Biros Péter 4 | FTC Uszoda - Népliget, Budapest Játékvezetők: Petik, Fodor |
| 2015. május 15. 17:45 | 1/10                 | Gól / emberelőny | 6/15          | FTC Uszoda - Népliget, Budapest Játékvezetők: Petik, Fodor |
| 2015. május 15. 17:45 | 2/3                  | Gól / ötméteres  | 0/0           | FTC Uszoda - Népliget, Budapest Játékvezetők: Petik, Fodor |

A bronzmérkőzést 2–0-s arányban a ZF-Eger nyerte, így a 3. helyen, míg a vesztes FTC Waterpolo a 4. helyen végzett.

### Döntő
|                                      | Győz. száma |                                 |
| ------------------------------------ | ----------- | ------------------------------- |
| Szolnoki Dózsa-KÖZGÉP (1. helyezett) | 3 – 0       | A HÍD-OSC-Újbuda (2. helyezett) |

(Zárójelben az alapszakaszbeli bajnoki helyezés olvasható.)
| 2015. május 12. 19:15 | Szolnoki Dózsa-KÖZGÉP | 13-9             | A HÍD-OSC-Újbuda | Tiszaligeti uszoda, Szolnok Játékvezetők: Horváth, Molnár |
| 2015. május 12. 19:15 | (4-3, 3-0, 3-3, 3-3)  |                  |                  | Tiszaligeti uszoda, Szolnok Játékvezetők: Horváth, Molnár |
| 2015. május 12. 19:15 | két játékos 3         | Jegyzőkönyv      | két játékos 2    | Tiszaligeti uszoda, Szolnok Játékvezetők: Horváth, Molnár |
| 2015. május 12. 19:15 | 5/13                  | Gól / emberelőny | 3/11             | Tiszaligeti uszoda, Szolnok Játékvezetők: Horváth, Molnár |
| 2015. május 12. 19:15 | 0/0                   | Gól / ötméteres  | 0/0              | Tiszaligeti uszoda, Szolnok Játékvezetők: Horváth, Molnár |

| 2015. május 15. 20:00 | A HÍD-OSC-Újbuda     | 5-12             | Szolnoki Dózsa-KÖZGÉP | Nyéki Imre Uszoda, Budapest Játékvezetők: Marosvári, Németh |
| 2015. május 15. 20:00 | (2-4, 0-4, 2-3, 1-1) |                  |                       | Nyéki Imre Uszoda, Budapest Játékvezetők: Marosvári, Németh |
| 2015. május 15. 20:00 | két játékos 2        | Jegyzőkönyv      | Varga Dénes 4         | Nyéki Imre Uszoda, Budapest Játékvezetők: Marosvári, Németh |
| 2015. május 15. 20:00 | 3/13                 | Gól / emberelőny | 5/13                  | Nyéki Imre Uszoda, Budapest Játékvezetők: Marosvári, Németh |
| 2015. május 15. 20:00 | 1/1                  | Gól / ötméteres  | 1/1                   | Nyéki Imre Uszoda, Budapest Játékvezetők: Marosvári, Németh |

| 2015. május 18. 19:00 | Szolnoki Dózsa-KÖZGÉP | 13-7             | A HÍD-OSC-Újbuda | Tiszaligeti uszoda, Szolnok Játékvezetők: Molnár, Kun |
| 2015. május 18. 19:00 | (1-1, 4-4, 2-0, 6-2)  |                  |                  | Tiszaligeti uszoda, Szolnok Játékvezetők: Molnár, Kun |
| 2015. május 18. 19:00 | Tóth Márton 4         | Jegyzőkönyv      | 'két játékos 2   | Tiszaligeti uszoda, Szolnok Játékvezetők: Molnár, Kun |
| 2015. május 18. 19:00 | 4/7                   | Gól / emberelőny | 1/9              | Tiszaligeti uszoda, Szolnok Játékvezetők: Molnár, Kun |
| 2015. május 18. 19:00 | 0/0                   | Gól / ötméteres  | 0/0              | Tiszaligeti uszoda, Szolnok Játékvezetők: Molnár, Kun |

A döntőt 3–0-s arányban a Szolnoki Dózsa-KÖZGÉP nyerte, ezzel megnyerte a 2014–15-ös bajnokságot. A A HÍD-OSC-Újbuda a második helyen zárt.

## A bajnokság végeredménye
| #   | Csapat                              | Megjegyzések        |
| --- | ----------------------------------- | ------------------- |
| 1.  | Szolnoki Dózsa-KÖZGÉP (kupagyőztes) | LEN-bajnokok ligája |
| 2.  | A HÍD-OSC-Újbuda                    | LEN-bajnokok ligája |
| 3.  | ZF-Eger                             | LEN-bajnokok ligája |
| 4.  | FTC Waterpolo                       | LEN-Európa-kupa     |
| 5.  | Tiszavirág Szeged Diapolo           | LEN-Európa-kupa     |
| 6.  | Racionet Honvéd                     |                     |
| 7.  | Kaposvári VK                        |                     |
| 8.  | VasasPLAKET                         |                     |
| 9.  | BVSC-Wáberer Hungária-Zugló         |                     |
| 10. | Debreceni VSE                       |                     |
| 11. | Valdor-Szentes                      |                     |
| 12. | UVSE-Hunguest Hotels                |                     |
| 13. | KSI SE                              | Osztályozó          |
| 14. | PVSK-Mecsek Füszért                 | Kiesés az OB I/B-be |

A bajnok Szolnoki Dózsa-KÖZGÉP játékoskerete: Nagy Viktor, Zviko Gocic, Madaras Norbert, Vámos Márton, Hangay Zoltán, Mezei Tamás, Milan Aleksić, Tóth Márton, Varga Dániel, Varga Dénes, Kis Gábor (vízilabdázó) (vízilabdázó), Stefan Mitrović, Jansik Dávid, Decker Attila, vezetőedző: Cseh Sándor
A második OSC játékoskerete: Bisztritsányi Dávid, Decker Ádám, Bátori Bence, Kayes Joseph, Juhász Zsolt, Kovács Gábor, Hegedűs Gábor, Kevin Graham, Salamon Ferenc, Gór-Nagy Miklós, Bundschuh Erik, Szentesi Ádám, Brguljan Drasko, Varga Viktor, vezetőedző: Vincze Balázs
A harmadik Eger játékoskerete: Mitrovic Branislav, Angyal Dániel, Zalánki Gergő, Cuckovis Uros, Hosnyánszky Norbert, Lőrincz Bálint, Cuk Milos, Szivós Márton, Erdélyi Balázs, Boris Vapenski, Bedő Krisztián, Hárai Balázs, Biros Péter, Csoma Kristóf, vezetőedző: Dabrowski Norbert

## A góllövőlista élmezőnye
Utolsó frissítés: 2015. május 23., forrás: Magyar Vízilabda-szövetség Archiválva 2019. május 17-i dátummal a Wayback Machine-ben.
|     | Hely | Gól | Játékos             | Csapat                      |
| --- | ---- | --- | ------------------- | --------------------------- |
| 1.  |      | 75  | Pásztor Mátyás      | BVSC-Wáberer Hungária-Zugló |
| 2.  |      | 71  | Varga Dénes         | Szolnoki Dózsa-KÖZGÉP       |
| 3.  |      | 66  | Weszelovszky László | Valdor-Szentes              |
| 4.  |      | 66  | Bátori Bence        | A HÍD-OSC-Újbuda            |
| 5.  |      | 62  | Milan Aleksić       | Szolnoki Dózsa-KÖZGÉP       |
| 6.  |      | 62  | Varga Zsolt         | Tiszavirág Szeged Diapolo   |
| 7.  |      | 56  | Miloš Ćuk           | ZF-Eger                     |
| 8.  |      | 56  | Gyárfás Tamás       | VasasPLAKET                 |
| 9.  |      | 53  | Stefan Mitrović     | Szolnoki Dózsa-KÖZGÉP       |
| 10. |      | 53  | Madaras Norbert     | Szolnoki Dózsa-KÖZGÉP       |